# عصوية ذهبية شاندونغية
عصوية ذهبية شاندونغية (الاسم العلمي: Chryseobacterium shandongense) هي نوع من البكتيريا، سلبية الغرام، تتبع جنس عصوية ذهبية.